# Suthep Thueaksuban
Suthep Thueaksuban (en thaïlandais, สุเทพ เทือกสุบรรณ, [sù.tʰêːp tʰɯ̂ːak.sù.ban]), né le 7 juillet 1949, est un ancien politicien thaïlandais et un ancien député de la province de Surat Thani dont la famille a fait fortune dans les plantations d'huile de palme et les fermes à crevettes. Jusqu'en 2011, il était le secrétaire général du Parti démocrate et vice-Premier ministre sous Aphisit Wetchachiwa. Il démissionna de son siège au Parlement en novembre 2013 pour se nommer secrétaire-général du Comité populaire de réforme démocratique, qui menait des manifestations de masse visant à démettre le gouvernement du Premier ministre Yingluck Shinawatra. Armé de son sifflet, il a pendant des semaines galvanisé les manifestants de ses discours-fleuve, et a même occupé le palais du gouvernement depuis lequel il a fait la promesse de n'abandonner qu'en cas de démission de Yingluck... Après le coup militaire du 22 mai 2014, Suthep fut temporairement détenu et placé en détention par la nouvelle junte. Il fut libéré après quatre jours et il prit ses distances avec la politique. Il entra dans un monastère bouddhiste en juillet 2014 pour y rester jusqu'en juillet 2015. Par la suite, il devint chef du Muan Maha Prachachon pour la Fondation de la réforme (la Fondation de la réforme populaire démocratique) qui soutint le référendum constitutionnel thaïlandais de la Junte, organisé le 7 août 2016.

## Sources
- (en) Cet article est partiellement ou en totalité issu de l’article de Wikipédia en anglais intitulé « Suthep Thaugsuban » (voir la liste des auteurs).